# La Horra
La Horra là một đô thị phía nam tỉnh Burgos, vùng Ribera del Duero. Dân số đô thị này khoảng 477. Sân bay gần nhất là Valladolid.